# 禰寝清純
禰寝 清純（ねじめ きよずみ）は、江戸時代中期の薩摩藩士。吉利郷私領主の禰寝家当主。

## 生涯
元禄9年（1696年）、3代藩主・島津綱貴の五男として江戸にて誕生。母は江田国重の娘。当初、禰寝清雄の養子であった実兄・愛寿丸が藩命で島津久洪の養子となったため、元禄12年（1699年）に代わって禰寝家の家督を相続する。宝永元年（1704年）、江戸島津藩邸で元服する。宝永2年（1705年）、吉利に初入部する。正徳5年（1715年）、一番組頭、番頭となる。享保7年（1722年）、5代藩主・島津継豊と共に江戸に出府し、継豊の家督相続の御礼言上の際に、江戸城で8代将軍・徳川吉宗に拝謁する。
享保9年（1724年）3月25日死去。享年29。家督は嫡男・清方が相続した。

## 系譜
- 父：島津綱貴（1650-1704）
- 母：お豊の方 - 側室、江田国重娘
- 正室：禰寝清雄娘
  - 長男：禰寝清方（1714-1734）